# Drogi oddechowe

Schemat dróg oddechowych człowieka

Drogi oddechowe (łac. tractus respiratoriae) – elementy układu oddechowego, w których nie zachodzi wymiana gazowa, ale poprzez które powietrze dostaje i wydostaje się z płuc, a przechodząc przez nie zostaje oczyszczone, nawilżone oraz ogrzane.
Odcinkami dróg oddechowych człowieka są:
- nos i nozdrza tylne (łac. choanae),
- gardło (łac. pharynx),
- krtań (łac. larynx),
- tchawica (łac. trachea),
- dwa oskrzela główne i liczne oskrzeliki.